# Ateliers Belges Réunis

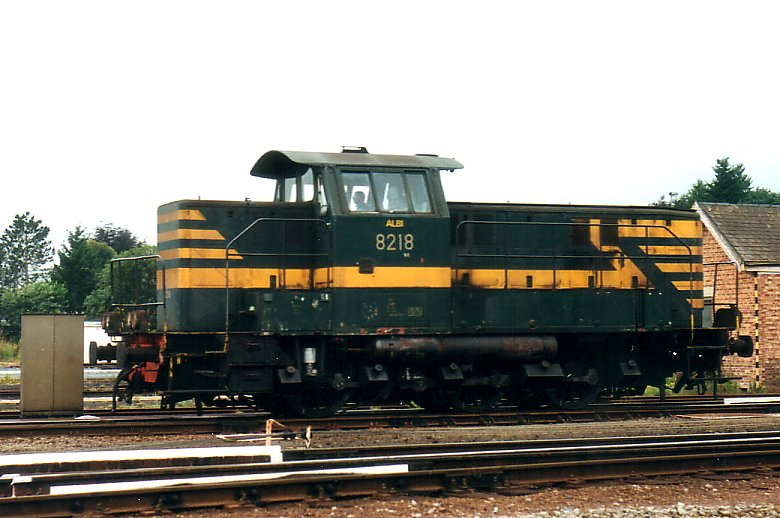
HLR 82 gebouwd door A.B.R.

De Ateliers Belges Réunis (A.B.R.) was een fabrikant van onder andere spoorwegmaterieel en metalen constructies en kwam voort uit de fusie tussen de firma's Ateliers de construction de Familleureux uit Familleureux, de Ateliers de Construction Mécaniques de Tirlemont uit Tienen, de Ateliers de la Dyle uit Leuven en de Forges Usines et Fonderies Haine-Saint-Pierre uit Haine-Saint-Pierre op 2 december 1959. De zetel van de firma was in Edingen.
De firma maakte metalen constructies, zoals onder meer metalen bruggen, hekwerken, caravans en zelfs onderdelen voor elektriciteitscentrales, spoorwegmaterieel zoals de HLD 60, HLR 73, HLR 80 en HLR 82, maar ook wagons met een laadvermogen van 400 ton voor de Koninklijke Hoogovens te IJmuiden.
De firma fuseerde in 1977 met La Brugeoise et Nivelles en vormde daarmee de B.N. Spoorwegmaterieel en Metaalconstructies.